# Cocktail-Shaker

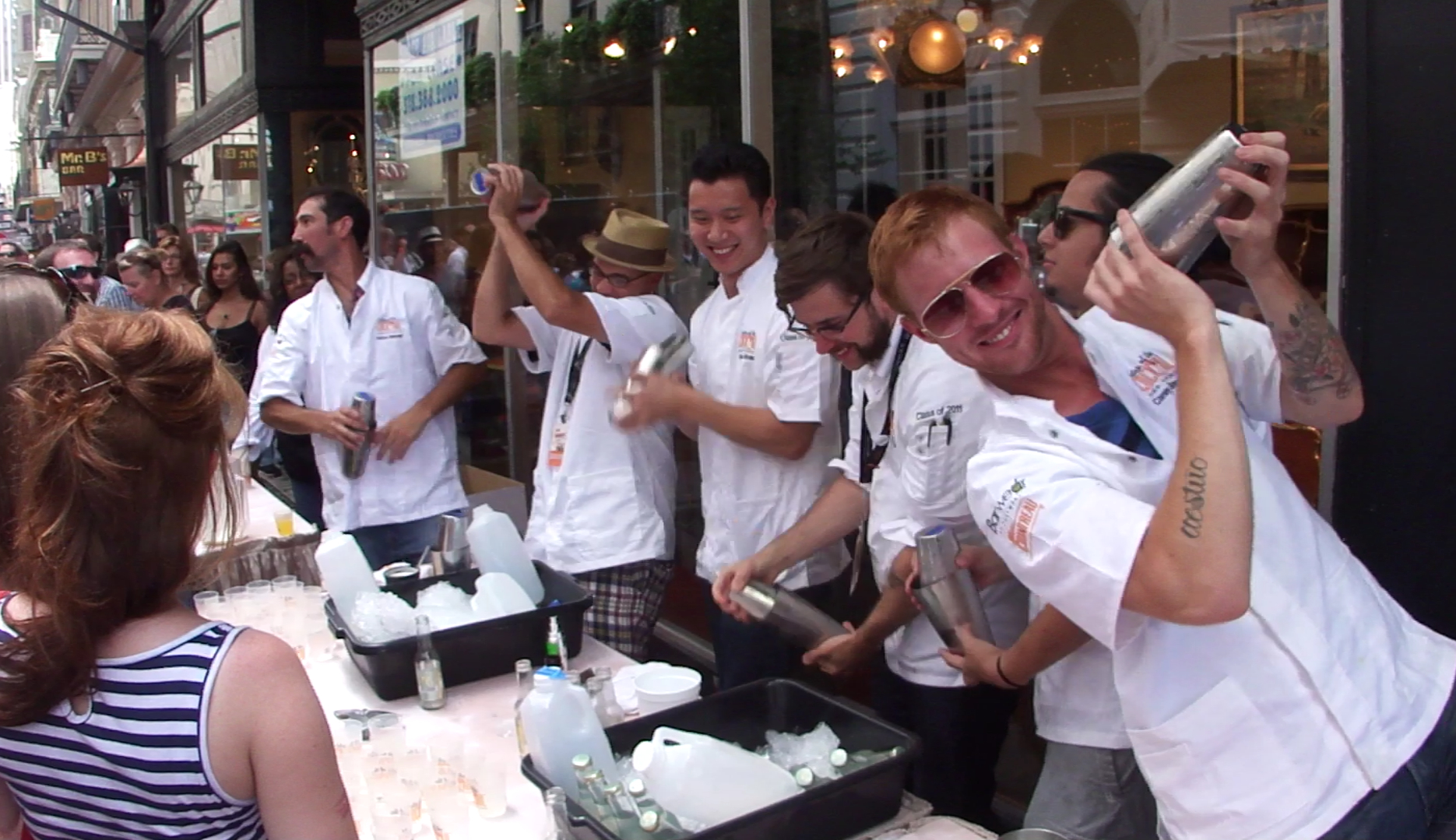
Mehrere Barkeeper beim Shaken von Cocktails mit Boston-Shakern (während der Bar- und Spirituosenmesse Tales of the Cocktail in New Orleans, 2011).

Ein Cocktail-Shaker oder nur Shaker (von engl. shake = schütteln), früher auch oft verdeutscht Schüttelbecher, ist ein Mixbecher für die Zubereitung von Cocktails. Er dient vor allem dazu, durch kräftiges Schütteln die flüssigen Zutaten zu vermischen und mit Eiswürfeln, Eisstückchen (cracked ice) oder Crushed Ice (auch Cobbler Ice)  zu kühlen. Geschüttelt wird meist zwischen 10 und 20 Sekunden, bei schwer vermischbaren Zutaten wie Sahne, Eigelb oder  Eiweiß oder zur Schaumbildung auch länger.
Das Schütteln im Cocktail-Shaker ist die wohl bekannteste Zubereitungsart von Cocktails und immer dann erforderlich, wenn unter den Zutaten Zitrussäfte, Sahne, Eier, Cream of Coconut oder dickflüssige Sirups oder Liköre sind, die sich beim bloßen Rühren nicht homogen miteinander verbinden würden. Eine gewisse Schaumbildung ist dabei in der Regel erwünscht. Getränke aus klaren Flüssigkeiten, zum Beispiel der Martini, werden hingegen bevorzugt in einem Rührglas gerührt, so dass sie nicht wie beim Shaken durch eingeschlossene Luftbläschen trüb werden und keine kleinen Eissplitter aufweisen.

## Geschichte

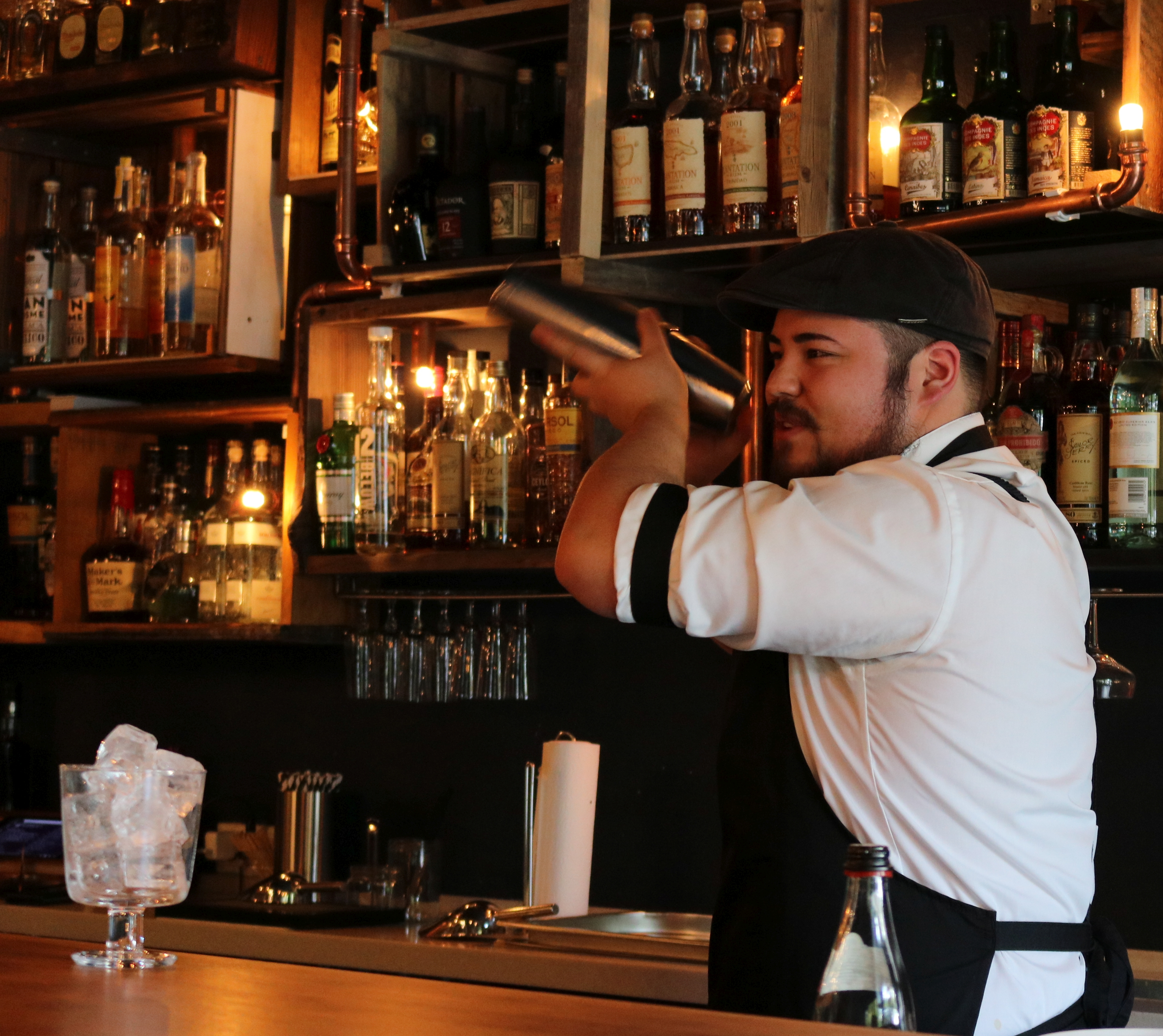
Barkeeper beim Shaken mit einem Tin-Tin-Shaker

Das Schütteln von Cocktails wurde erst in der zweiten Hälfte des 19. Jahrhunderts üblich. Bis dahin bestand die übliche Technik darin, die Zutaten in einem Becher zu verrühren oder von einem Becher oder Glas in ein anderes fließen zu lassen, das so genannte rolling. Barkeeper wie Jerry Thomas entwickelten im 19. Jahrhundert eine besondere Kunstfertigkeit darin, die Flüssigkeiten sogar über eine größere Distanz durch die Luft von einem Becher in den anderen zu schütten, das so genannte throwing (werfen). Erst mit der weiten Verbreitung von Eis und seiner Verwendung in Cocktails etablierte sich das Schütteln in zwei ineinander gesteckten Metallbechern oder einem Metallbecher und einem Glas (Boston Shaker). 1872 wurde dann der erste dreiteilige Shaker patentiert. Hier passen Unter- und Oberteil genau ineinander, und im Deckel ist unter einer Verschlusskappe bereits ein Sieb integriert, um das Eis zurückzuhalten.

## Boston-Shaker
Der Boston-Shaker besteht aus einem großen Becher aus Metall (meistens Edelstahl) und einem etwas kleineren Mixglas. Der Umgang mit dem Boston Shaker erfordert etwas Übung, er ermöglicht dann aber schnelleres Arbeiten und lässt sich leichter reinigen als dreiteilige Shaker. Er wird daher bevorzugt in Bars und von professionellen Barkeepern eingesetzt und ist insbesondere in den Vereinigten Staaten sehr verbreitet. Zur Herstellung von geschüttelten Drinks werden Eis und Zutaten in das Glas gefüllt und der Metallbecher leicht schräg darüber gestülpt und mit einem leichten Schlag so fixiert, dass eine Seite des Mixglases fast bündig mit dem Metallbecher abschließt. Man schüttelt mit beiden Händen, den Metallbecher stets zum Gast gerichtet, stellt den Shaker mit dem Metallteil nach unten ab und löst das fest steckende Glas durch einen leichten seitlichen Schlag mit dem Handballen, genau zwischen den beiden Punkten, an denen der Rand des Metallbechers am nächsten und am entferntesten vom Mixglas ist. Zum Abseihen des Drinks aus dem Metallbecher wird ein zusätzliches Barsieb (Strainer) verwendet. Gelegentlich wird auf ein Barsieb verzichtet und die Flüssigkeit durch einen Spalt zwischen Glas- und Metallteil abgeseiht. Dabei hält man den Shaker quer in einer Hand. Gerührte Cocktails können, wenn kein besonderes Rührglas vorhanden ist, auch im Mixglas des Boston-Shakers zubereitet werden. Zutaten und Eis werden dabei mit einem Barlöffel verrührt, zum Abseihen dient wiederum ein Barsieb.
Eine Sonderform des Boston-Shakers sind Shaker, bei denen beide Becher aus Metall bestehen, man spricht auch von Tin-Tin. Zweiteilige Cocktail-Shaker aus Metall, bei denen die Becher genau ineinanderpassen, werden auch als Parisian oder French Shaker bezeichnet.

## Dreiteiliger Cocktail-Shaker

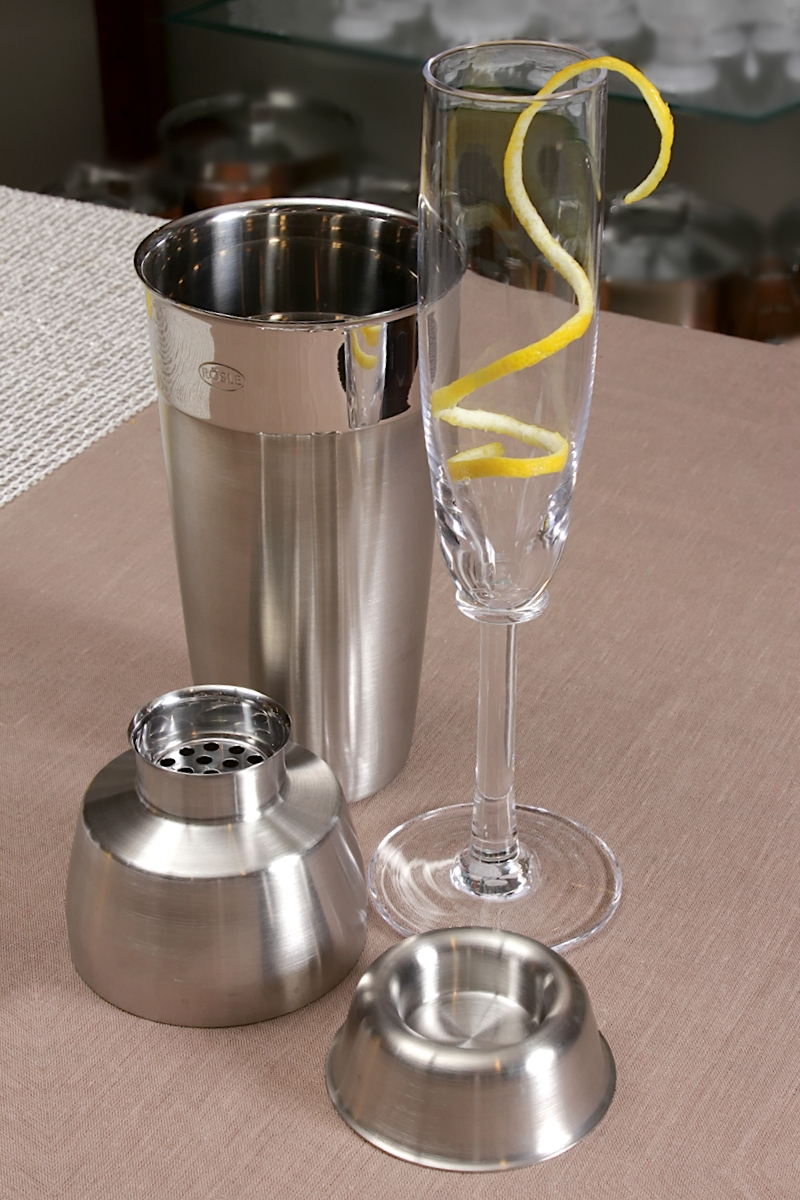
3-teiliger Cocktail-Shaker, hier zusammen mit einem Sektglas

Der dreiteilige Shaker (auch Cobbler Shaker) besteht aus einem Metallbecher, einem Aufsatz mit integriertem Sieb, der bündig in den Metallbecher passt, und einer Verschlusskappe, alles häufig aus Edelstahl. Die Verschlusskappe der meisten Shaker fasst oftmals ungefähr 3 cl oder 1 oz. (1 Shot oder Pony, also das Maß des kleineren Teils des US-amerikanischen Jiggers) und kann daher als Barmaß dienen, wenn kein Messbecher zur Verfügung steht. Aufgrund der einfacheren Handhabung sind dreiteilige Shaker im Privatgebrauch weit verbreitet. Durch das integrierte Sieb ist es zudem leichter, schaumige Cocktails herzustellen. Vor allem in Japan, wo Boston Shaker kaum verbreitet sind, hat sich der sogenannte hard shake zu einer Kunstform entwickelt, dabei werden meist kleinere Cobbler Shaker verwendet, die in einer Hand gehalten werden können.

## Zweiteiliger Cocktail-Shaker
Zweiteilige Metallshaker werden auch French Shaker oder Parisian Shaker (bzw. französisch Parisienne Shaker) genannt und sind, wie der Name schon andeutet, vor allem in Europa und den Vereinigten Staaten gebräuchlich. Sie ähneln in ihrer Form eher einem dreiteiligen Shaker, haben aber keine Verschlusskappe, so dass zum Abseihen wie beim Boston Shaker ein Barsieb erforderlich ist.

## Speedshaker
Ein Speedshaker (von engl. speed = Geschwindigkeit) ist lediglich ein Edelstahlbecher, der direkt über das Gästeglas gestülpt werden kann, in dem das fertige Getränk nach dem Schütteln auch serviert wird. Er ist also nur bei Getränken verwendbar, bei denen nach dem Shaken keine festen Bestandteile herausgefiltert werden müssen und die, wie fruchtige Longdrinks, eine gewisse Verwässerung vertragen, da das zum Schütteln verwendete Eis ausnahmsweise mit serviert wird. Speedshaker erfordern robuste und dickwandige Cocktail-Gläser, die beim Aufsetzen und Entfernen des Metalloberteils sowie beim kräftigen Schütteln mit Eiswürfeln nicht zerspringen. Sie werden vor allem in Discos, Clubs und bei Events eingesetzt, bei denen es auf Geschwindigkeit ankommt.